# 5476 Mulius
5476 Mulius este o planetă minoră (asteroid), cu un diametru de 35,096 km, din Asteroid troian al lui Jupiter. A fost descoperită pe 2 octombrie 1989 la Observatorio de Cerro Tololo⁠(d) de Schelte J. Bus. 
Obiectul prezintă o orbită caracterizată de o semiaxă mare de 5,1085625 UAi, o excentricitate de 0,073, o înclinație de 13,7036 ° în raport cu ecliptica.